# Coupe des îles Cook de football
La coupe des îles Cook de football (ou en anglais Cook Islands Cup) est une compétition de football placée sous l'égide de la fédération et créée en 1978.
Les sept clubs de l'île de Roratonga (qui évoluent également en première division) disputent cette compétition en matchs à élimination directe (quarts, demi-finale et finale).

## Palmarès
- 1950 : Titikaveka FC
- 1951-1977 : Vainqueurs non connus
- 1978 : Tupapa Maraerenga
- 1979 : Titikaveka FC
- 1980 : Matavera FC
- 1981 : Avatiu FC
- 1982 : Avatiu FC
- 1983 : Nikao Sokattack
- 1984 : Titikaveka FC
- 1985 : Arorangi FC
- 1986-90 : Vainqueurs non connus
- 1991 : Takuvaine FC
- 1992 : Avatiu FC
- 1993 : Avatiu FC
- 1994 : Avatiu FC
- 1995 : Avatiu FC
- 1996 : Avatiu FC
- 1997 : Avatiu FC
- 1998 : Teau-o-Tonga
- 1998/99 : Tupapa Maraerenga
- 1999/00 : Tupapa Maraerenga
- 2000 : Avatiu FC
- 2001 : Tupapa Maraerenga
- 2002 : Nikao Sokattack
- 2003 : Nikao Sokattack
- 2004 : Tupapa Maraerenga
- 2005 : Nikao Sokattack
- 2006 : Takuvaine FC
- 2007 : Nikao Sokattack
- 2008 : Nikao Sokattack
- 2009 : Tupapa Maraerenga
- 2010 : Nikao Sokattack
- 2011 : Nikao Sokattack
- 2012 : Nikao Sokattack
- 2013 : Tupapa Maraerenga
- 2014 : Takuvaine FC
- 2015 : Tupapa Maraerenga
- 2016 : Puaikura FC
- 2017 : Puaikura FC
- 2018 : Tupapa Maraerenga
- 2019 : Tupapa Maraerenga
- 2020 : Nikao Sokattack
- 2021 : Nikao Sokattack
- 2022 : Nikao Sokattack